# Jamesbrittenia stricta
Jamesbrittenia stricta là một loài thực vật có hoa trong họ Huyền sâm. Loài này được (Benth.) Edison mô tả khoa học đầu tiên năm 1992.